# 六本木フェイク
『六本木フェイク〜傷だらけの天使たち〜』（ろっぽんぎフェイク きずだらけのてんしたち）は、1997年に製作・公開された日本映画。シネロケット製作。テレビドラマ『傷だらけの天使』の女性版を目指して作られた。

## ストーリー
東京は六本木。雑居ビルの一室に住む29歳の宮園綾香と、そこへ転がり込みいつからか同居し始めた19歳の相沢エチカ。エチカは綾香に頭が上がらない。定職を持とうとしない彼女たちのもとへ、ある日、日頃世話になっている探偵事務所から仕事の依頼がくる。「死んだ男が付き合っていた女性を探してほしい」。2人はアルバイト感覚で依頼を引き受けるが…。

## 出演者
- 宮園綾香：長田江身子
- 相沢エチカ：矢部美穂
- 鏑木麗子：りりィ
- 金井欣次：佐藤秀光
- リー・徳永：平野寿将
- 誠：三島隆太郎
- 恭司：酒井康行
- 加奈子：麻生典子
- 田野真由子：神崎恵
- ケンサク：宙也

## スタッフ
- 監督・脚本:出馬康成
- 助監督:尾上宏伸
- 撮影:としおかたかお
- 音楽:黒木和男
- 録音:鈴木昭彦
- 照明:安部力
- 編集:金子尚樹
- プロデューサー:斎藤晃
- 総合プロデューサー:寺尾和明
- 製作:日本レンタル・システム・サプライ

## 音楽
- オープニング曲：LERAINE HORSTMAN SHOFF CHRIS ORANGE「DEEP WOODS GROOVE」
- 挿入歌：LOOPUS「HIKARI」、りりィ「海の部屋」
- エンディング曲：りりィ「私は泣いています」

## 映像資料
- VHS ビーム・エンタテイメント SHVY-140
- DVD ビーム・エンタテイメント BIBJ-1648